# روجيريو (لاعب كرة قدم مواليد 1974)
روجيريو هو لاعب كرة قدم برازيلي في مركز الهجوم، ولد في 3 أكتوبر 1974 في ساو باولو في البرازيل. لعب مع إستريلا دا أمادورا ورابيد بوخارست وسبورت ريسيفي وفيتوريا سيتوبال ونادي بوافيشتا ونادي فيتوريا.

## وصلات خارجية
- روجيريو (لاعب كرة قدم مواليد 1974) على موقع قاعدة بيانات كرة القدم.إي يو (الإنجليزية)
- روجيريو (لاعب كرة قدم مواليد 1974) على موقع عالم كرة القدم.نت (الإنجليزية)